# Bengt Rask
Karl Bengt Rask (Estocolmo, 28 de abril de 1928-14 de julio de 2024) fue un deportista sueco que compitió en natación. Ganó una medalla de bronce en el Campeonato Europeo de Natación de 1950, en la prueba de 200 m braza.

## Palmarés internacional
| Campeonato Europeo | Campeonato Europeo | Campeonato Europeo | Campeonato Europeo |
| Año                | Lugar              | Medalla            | Prueba             |
| ------------------ | ------------------ | ------------------ | ------------------ |
| 1950               | Viena (Austria)    | Medalla de bronce  | 200 m braza        |